# Arbeitsgericht Neuruppin

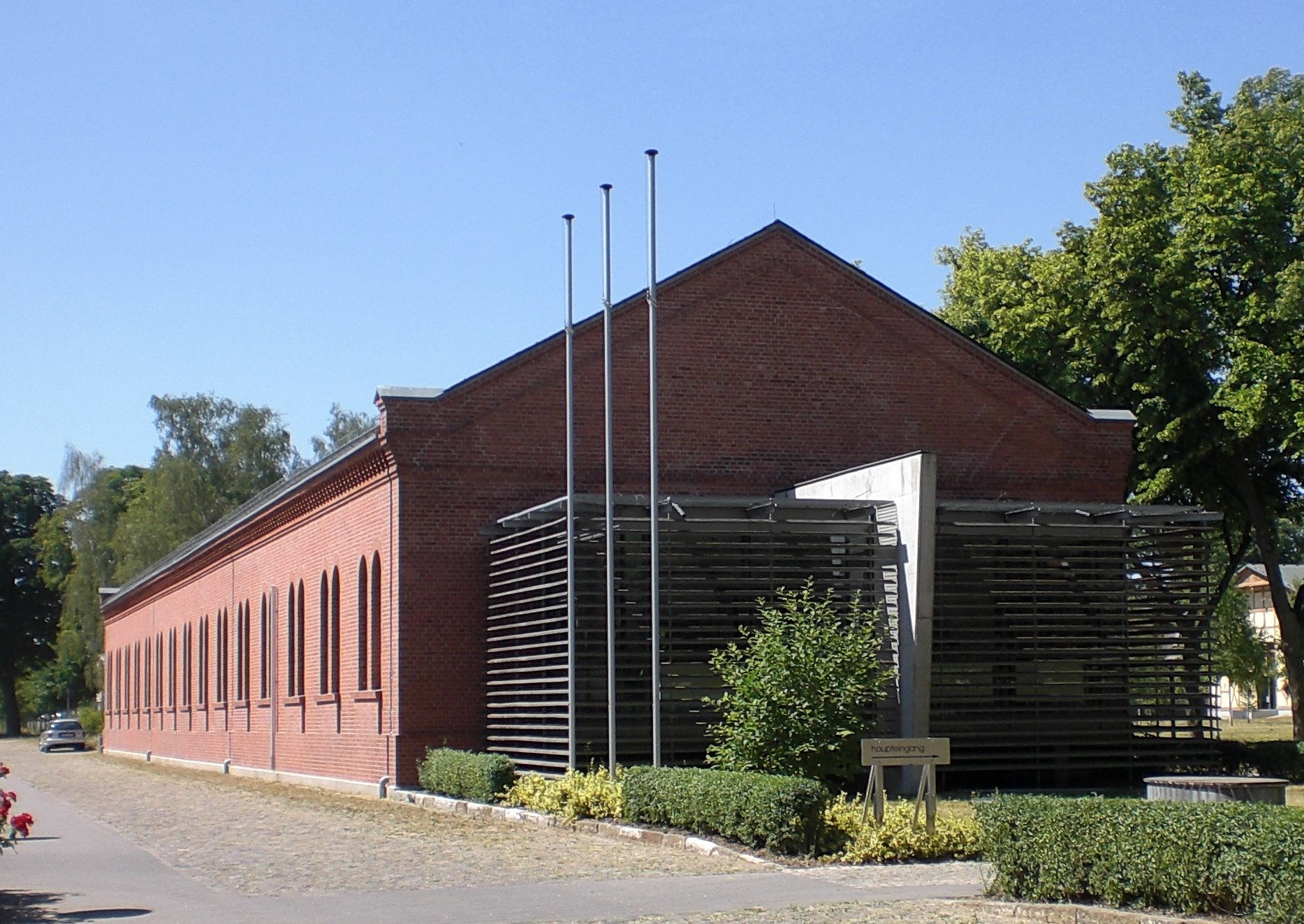
Arbeitsgericht Neuruppin

Das Arbeitsgericht Neuruppin ist ein Gericht der Arbeitsgerichtsbarkeit im Bezirk des in Berlin angesiedelten Landesarbeitsgerichtes (LAG) Berlin-Brandenburg und eines der vier brandenburgischen Arbeitsgerichte.

## Gerichtssitz und -bezirk
Der Sitz des Gerichts befindet sich in der Karl-Liebknecht-Straße 28 in Neuruppin.
Der Gerichtsbezirk umfasst die Landkreise Oberhavel, Ostprignitz-Ruppin und Prignitz. Seit 1. Januar 2023 gehört der zuvor dem Arbeitsgericht Brandenburg an der Havel zugeordnete Landkreis Havelland ebenfalls zum Gerichtsbezirk des Arbeitsgerichts Neuruppin.

## Gebäude
Das Arbeitsgericht Neuruppin ist Teil des Justizzentrums Neuruppin. Wie auch das Landgericht Neuruppin und die Staatsanwaltschaft Neuruppin wurde das Arbeitsgericht in Gebäuden der ehemaligen preußischen Königstorkaserne untergebracht. Dieser Ende des 19. Jahrhunderts errichteter und unter Denkmalschutz stehender Gebäudekomplex diente zunächst deutschem, nach dem Zweiten Weltkrieg dann sowjetischen Militär. Nach dem Abzug der Sowjetarmee begann der Umbau zum Justizzentrum, der im Mai 2008 abgeschlossen wurde. Das Arbeitsgericht Neuruppin bezog bereits im Jahr 2004 ein Gebäude im Justizzentrum.

## Übergeordnete Gerichte
Dem Arbeitsgericht Neuruppin unmittelbar übergeordnet ist als zuständiges Landesarbeitsgericht (LAG) das Landesarbeitsgericht Berlin-Brandenburg in Berlin. Diesem übergeordnet ist das Bundesarbeitsgericht (BAG). Bis zum 31. Dezember 2006 war das Landesarbeitsgericht Brandenburg mit Sitz in Potsdam das zuständige Landesarbeitsgericht.

## Geschichte
Gemäß Arbeitsgerichtsgesetz vom 23. Dezember 1926 wurden in Deutschland Arbeitsgerichte gebildet. Diese waren nur in der ersten Instanz organisatorisch selbstständige Gerichte, die Landesarbeitsgerichte waren den Landgerichten zugeordnet. Am Landgericht Berlin I entstand so 1927 das Landesarbeitsgericht Berlin als eines von zwei Landesarbeitsgerichten im Bezirk des Kammergerichtes. In Neuruppin entstand das Arbeitsgericht Neuruppin. Sein Sprengel umfasste den Bezirke der Amtsgerichte Fehrbellin, Gransee, Kremmen, Lindow (Mark), Neuruppin, Rheinsberg und Wusterhausen/Dosse. Es bestand jeweils eine Kammer für Arbeiter, für Angestellte und für Handwerk.
Nach der Besetzung Deutschlands durch die Alliierten wurden 1945 zunächst alle Gerichte geschlossen. Die ordentlichen Gerichte wurden schon bald wieder eröffnet, während die Arbeitsgerichte zunächst außer in Hamburg nicht wieder eingerichtet wurden, so dass arbeitsgerichtliche Streitigkeiten von den ordentlichen Gerichten erledigt werden mussten. Gemäß Kontrollratsgesetz 21 sollten in Deutschland Arbeitsgerichte aufgebaut werden. Für das Land Brandenburg entstand 1946 das Landesarbeitsgericht Potsdam, in Neuruppin wurde das Arbeitsgericht neu gebildet. In der DDR bestanden 1952 bis 1963 Arbeitsgerichte auf Kreis- und Bezirksebene. Nachdem diese 1963 in die Kreis- und Bezirksgerichte integriert worden waren, gab es keine gesonderten Arbeitsgerichte mehr.
Nach der Wende wurden mit dem Gesetz zur Errichtung der Arbeitsgerichtsbarkeit im Land Brandenburg vom 21. Juni 1991 wieder Arbeitsgerichte geschaffen. Das Landesarbeitsgericht Brandenburg hatte seinen Sitz wieder in Potsdam, in Neuruppin entstand das heutige Arbeitsgericht neu.